# Белмон Сент Фоа
Белмон Сент Фоа (фр. Belmont-Sainte-Foi) насеље је и општина у јужној Француској у региону Миди Пирене, у департману Лот која припада префектури Каор.
По подацима из 2011. године у општини је живело 109 становника, а густина насељености је износила 12,1 становника/km². Општина се простире на површини од 9,01 km². Налази се на средњој надморској висини од 268 метара (максималној 339 m, а минималној 215 m).

## Демографија
| 1962. | 1968. | 1975. | 1982. | 1990. | 1999. | 2011. |
| ----- | ----- | ----- | ----- | ----- | ----- | ----- |
| 81    | 107   | 92    | 102   | 68    | 105   | 109   |

График промене броја становника у току последњих година